# Orlando Kwartet
Het Orlando Kwartet was een klassiek strijkkwartet met als basis Amsterdam, opgericht in 1976. Het kwartet was actief tot 1997.

## Leden
Eerste viool:
- István Párkányi, afkomstig uit Hongarije, (geboren in Leipzig, Duitsland)[2] (1976–1984)[3]
- John Harding, geboren in Australië, (1985–1990)
- Arvid Engegård, uit Noorwegen, (1991–1997)

Tweede viool:
- Heinz Oberdorfer, uit Duitsland

Altviool:
- Ferdinand Erblich, uit Oostenrijk

Cello:
- Stefan Metz, uit Roemenië

## Opvolger
In 1998 vormden István Párkányi, Heinz Oberdorfer, Ferdinand Erblich en cellist Michael Müller het Párkányi Kwartet.

## Discografie
Het Orlando Kwartet bracht opnames uit van werken van Mozart, Haydn, Schubert, Debussy en Ravel.

## Festival
Het Orlando Festival werd van 1982 tot 2022 jaarlijks gehouden in de voormalige abdij Rolduc in het Zuid-Limburgse Kerkrade en werd opgericht door Stefan Metz, cellist uit het Orlando Kwartet.